# BRDC International Trophy 1973
BRDC International Trophy 1973 je bila druga in zadnja neprvenstvena dirka Formule 1 v sezoni 1973. Odvijala se je 8. aprila 1973 na dirkališču Silverstone Circuit.

## Dirka
Modro ozadje označuje dirkače Formule 5000.
| Poz | Dirkač             | Konstruktor       | Krogi | Čas/Odstop     |
| --- | ------------------ | ----------------- | ----- | -------------- |
| 1   | Jackie Stewart     | Tyrrell-Ford      | 40    | 52:53.2        |
| 2   | Ronnie Peterson    | Lotus-Ford        | 40    | + 10.4 s       |
| 3   | Clay Regazzoni     | BRM               | 40    |                |
| 4   | Peter Revson       | McLaren-Ford      | 40    |                |
| 5   | Niki Lauda         | BRM               | 40    |                |
| 6   | George Follmer     | Shadow-Ford       | 39    | + 1 krog       |
| 7   | Gijs Van Lennep    | Lola-Chevrolet    | 38    | + 2 kroga      |
| 8   | Tom Belsø          | Lola-Chevrolet    | 38    | + 2 kroga      |
| 9   | Vern Schuppan      | BRM               | 38    | + 2 kroga      |
| 10  | Keith Holland      | Trojan-Chevrolet  | 38    | + 2 kroga      |
| 11  | Tony Dean          | Chevron-Chevrolet | 38    | + 2 kroga      |
| 12  | Clive Santo        | Surtees-Chevrolet | 37    | + 3 krogi      |
| 13  | Bob Brown          | Chevron-Chevrolet | 37    | + 3 krogi      |
| Ods | Brett Lunger       | Lola-Chevrolet    | 33    | + 7 krogov     |
| Ods | David Oxton        | Begg-Ford         | 27    | Diferencial    |
| Ods | Mike Hailwood      | Surtees-Ford      | 27    | Diferencial    |
| Ods | Howden Ganley      | Iso Marlboro-Ford | 24    | Pritisk olja   |
| Ods | Denny Hulme        | McLaren-Ford      | 24    | Pritisk olja   |
| Ods | David Hobbs        | Lola-Chevrolet    | 23    | Motor          |
| Ods | Bob Evans          | Trojan-Chevrolet  | 17    | Motor          |
| Ods | Jock Russell       | McRae-Chevrolet   | 21    | Motor          |
| 12  | Steve Thompson     | Chevron-Chevrolet | 17    | Motor          |
| Ods | Carlos Pace        | Surtees-Ford      | 16    | Kolo           |
| Ods | André Pilette      | Chevron-Chevrolet | 10    | Motor          |
| Ods | Ray Allen          | Surtees-Chevrolet | 6     | Pritisk goriva |
| Ods | Graham McRae       | McRae-Chevrolet   | 5     | Motor          |
| Ods | Ian Ashley         | Lola-Chevrolet    | 4     | Trčenje        |
| Ods | Jackie Oliver      | Shadow-Ford       | 1     | Sklopka        |
| Ods | Emerson Fittipaldi | Lotus-Ford        | 1     | Sklopka        |